# Елена (Хасковская область)
Елена (болг. Елена) — село в Болгарии. Находится в Хасковской области, входит в общину Хасково. Население составляет 554 человека.

## История
Прежнее название села Джафарче, происходило от имени на тогдашнего владельца Джафар-Бея.
В XIX веке в селе была построена церковь.